# Gare de Mettet
La gare de Mettet est une ancienne gare ferroviaire belge des lignes 150, de Tamines à Jemelle et 137, d'Acoz à Mettet, située sur le territoire de la commune de Mettet dans la province de Namur en région wallonne.
Mise en service en 1879 par l'État belge, elle est définitivement fermée au service des voyageurs en 1962 et au service des marchandises en 1980. Depuis, un Ravel a été aménagé sur l'ancienne emprise des voies et le bâtiment voyageurs est réaffecté en cabinet médical.

## Situation ferroviaire
Établie à environ 243 mètres d'altitude, la gare de bifurcation de Mettet est située au point kilométrique (PK) 20,70 de la ligne 150, de Tamines à Jemelle (section fermée), entre la gare de Saint-Gérard et la halte de Furnaux, et elle est l'aboutissement au PK 12,60 de la ligne 137, d'Acoz à Mettet (fermée), après la gare de Scry.

## Histoire
La station de Mettet est mise en service le 3 septembre 1879, lors de l'ouverture du tronçon de Tamines à Mettet de la future ligne de Tamines à Dinant et à Jemelle.

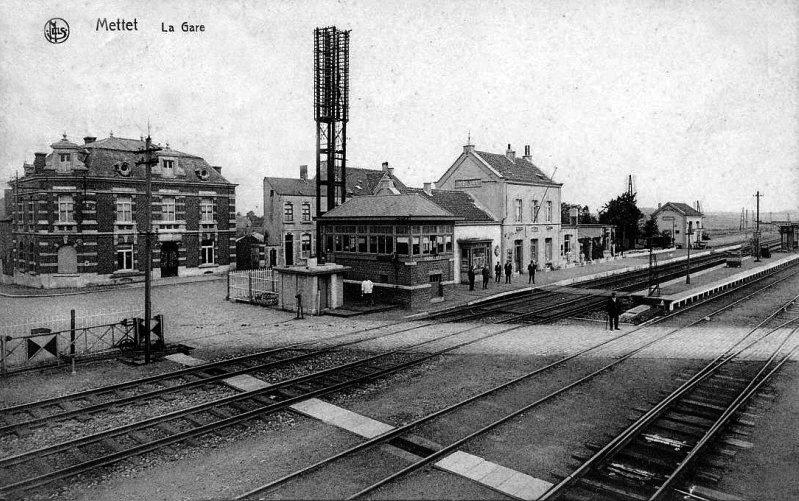
La gare de Mettet vers 1925 avec toutes ses voies.

Elle devient une gare de bifurcation le 25 avril 1887, lors de l'ouverture à l'exploitation de la ligne d'Acoz à Mettet. Il faudra attendre 1891 pour que la ligne 150 soit ouverte en intégralité de Tamines à Anhée.
La ligne d'Acoz à Mettet est fermée au service des voyageurs en 1954. Le tronçon de Gougnies à Mettet est fermé au service des marchandises cette même année et la voie est démontée en 1966.
Le dernier train de voyageurs circulant entre Tamines et Dinant passe à Mettet le 25 août 1962. Le lendemain, le service est transféré sur la route, il est effectué par des autobus.
La fermeture définitive du service des voyageurs intervient le 30 septembre 1962 et celle du service des marchandises le 9 octobre 1980.

### Le bâtiment de la gare
Il s'agit d'une gare de plan type 1873 qui possédait une aile de trois travées servant de salle d'attente et une aile de service en U avec une toiture à croupes et une cour intérieure. Un porche saillant sous bâtière transversale donnait accès à la salle d'attente côté rue.
Toutes les gares d'origine de la ligne 150 entre Tamines et Dinant étaient de type 1873.

## Patrimoine ferroviaire
L'ancien bâtiment voyageurs type 1873 est toujours présent au 76, rue Reine ÉlisabethAprès avoir été réaffecté, à la fin des années 1950, en magasin de vente de motos par Jules Tacheny, il est racheté par des médecins qui, en 2003, l'aménagent en cabinet médical.
Le 19 juin 2011, le site de la gare accueille l'inauguration d'un tronçon, de Mettet au Lac de Bambois, du « Ravel ligne 150 ».